# Brooks (Geòrgia)
Brooks és una població dels Estats Units a l'estat de Geòrgia. Segons el cens del 2000 tenia 553 habitants.

## Demografia
Segons el cens del 2000, Brooks tenia 553 habitants, 195 habitatges, i 165 famílies. La densitat de població era de 52,5 habitants per km².
Dels 195 habitatges en un 40,5% hi vivien nens de menys de 18 anys, en un 76,4% hi vivien parelles casades, en un 4,1% dones solteres, i en un 14,9% no eren unitats familiars. En el 12,8% dels habitatges hi vivien persones soles el 7,2% de les quals corresponia a persones de 65 anys o més que vivien soles. El nombre mitjà de persones vivint en cada habitatge era de 2,84 i el nombre mitjà de persones que vivien en cada família era de 3,08.
Per edats la població es repartia de la següent manera: un 26,8% tenia menys de 18 anys, un 6,9% entre 18 i 24, un 24,6% entre 25 i 44, un 29,5% de 45 a 60 i un 12,3% 65 anys o més.
L'edat mediana era de 40 anys. Per cada 100 dones de 18 o més anys hi havia 105,6 homes.
La renda mediana per habitatge era de 65.000 $ i la renda mediana per família de 70.625 $. Els homes tenien una renda mediana de 47.841 $ mentre que les dones 22.000 $. La renda per capita de la població era de 28.199 $. Entorn de l'1,6% de les famílies i el 2% de la població estaven per davall del llindar de pobresa.

## Poblacions més properes
El següent diagrama mostra les poblacions més properes.